# Comallo

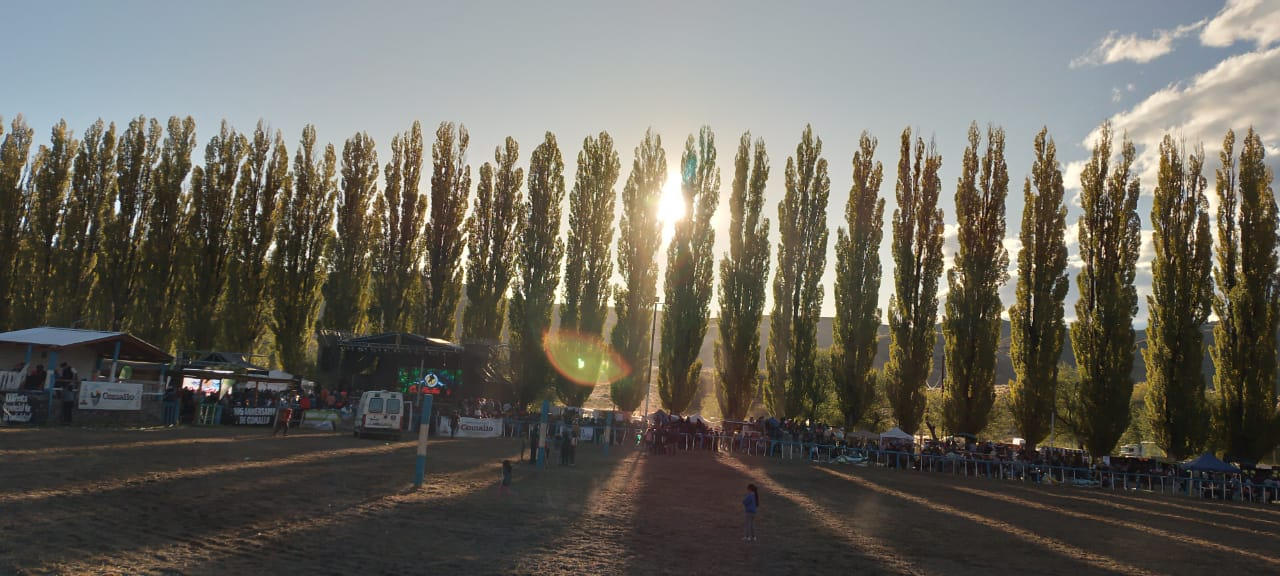
Fiesta de la Cordialidad 105 años de Comallo - Edición N° 22. 30 Año 2023

Comallo  es una localidad del Departamento Pilcaniyeu, en la provincia de Río Negro, Argentina.
Se encuentra sobre la Ruta Nacional 23 a 120 km al este de San Carlos de Bariloche. Es estación ferroviaria del Tren Patagónico. 
Su Ejido municipal está determinado por la Ley provincial N°5361, sancionada el día 13 de marzo del año 2019, promulgada ese mismo día a través del decreto 268/2019 y publicada a través del boletín oficial del día 1 de abril del mismo año. Su Ejido comprende "a partir del cause medio del río Limay, punto limítrofe entre las provincias de Río Negro y del Neuquén, se busca el esquinero noroeste de la parcela D.C. 12-C. 1 - P. 700730, que se corresponde a su similar del duplicado 3.660 ubicado a la vera del río Limay" (...) en el "vértice sudoeste de la parcela D.C 22 6- C- .P. 280515" linda con el municipio de Ñorquinco. Linda con el límite sur del Ejido municipal de Pilcaniyeu en la parcela D. C 22 - C. 6 - P. 130200 "cruzando el arroyo verde".

## Toponimia
"Comallo" viene a partir del mapudungun "Có" (agua) y "Mallo" (arcilla blanca), por lo que, en conjunto, significaría "Agua arcillosa"; que es el término que los aborígenes utilizaban para referirse al arroyo que atraviesa el noroeste del pueblo.

## Población
Contó con 1,497 habitantes (Indec, 2010), lo que representa un incremento del 19% frente a los 1,251 habitantes (Indec, 2001) del censo anterior. 
El censo 2022 arrojó 768 viviendas con una población estable de 1.811 habitantes en el municipio.
Es el segundo pueblo con más habitantes del departamento, por detrás de Dina Huapi, y quinto de la Línea Sur (pueblos lindantes a la Ruta Nacional 23).
| Gráfica de evolución demográfica de Comallo entre 1991 y 2022 |
|                                                               |
| Fuente: Censos nacionales del INDEC                           |

## Clima

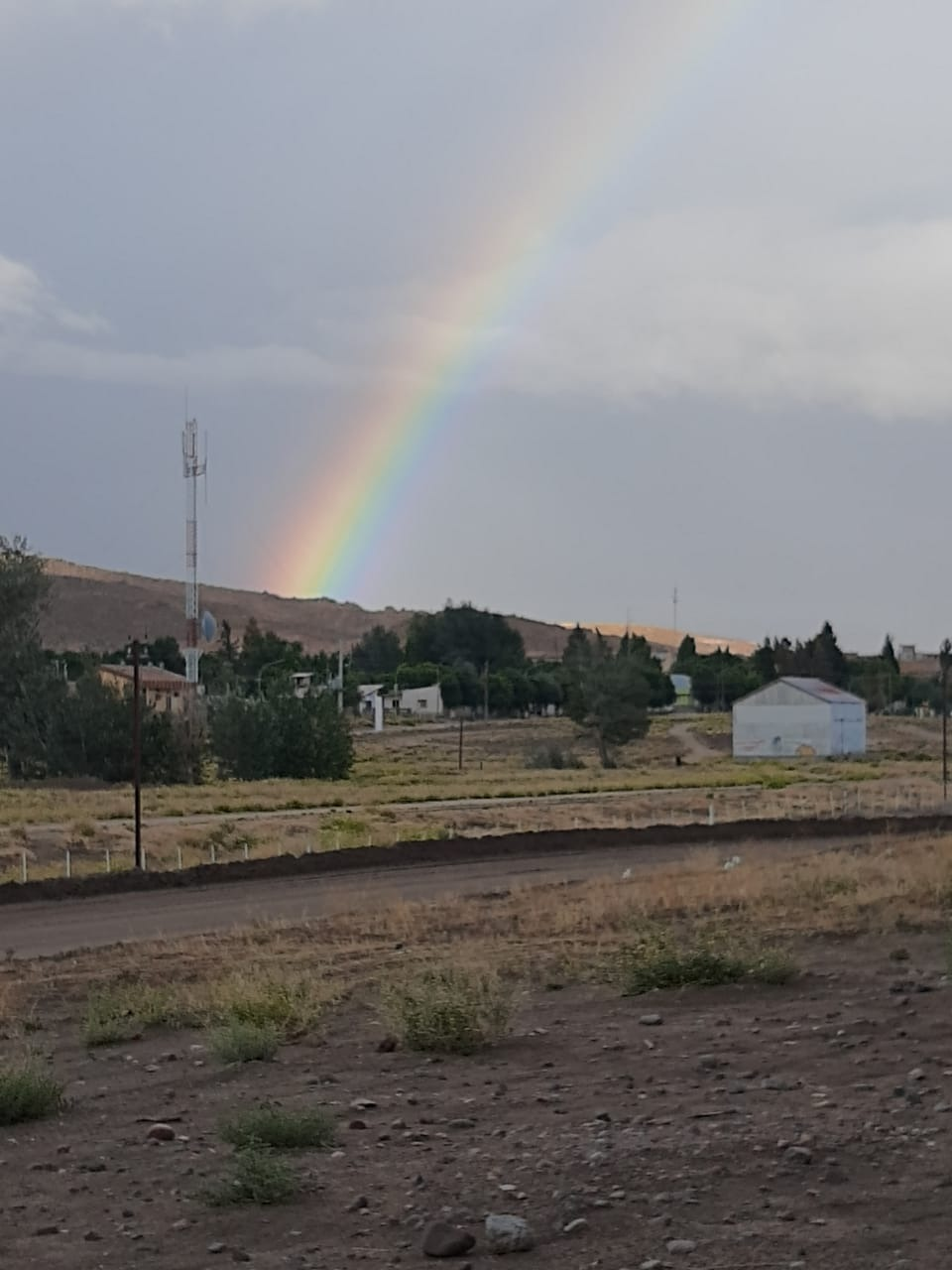
Imagen del terreno del ferrocarril en Comallo con arco iris de fondo

Como todas las localidades y ciudades de la Línea Sur rionegrina, su clima es frío y extremo, con frecuentes nevadas invernales y una temperatura mínima absoluta de -25 °C para el periodo 1973-1990.
| Parámetros climáticos promedio de Comallo - Normales : 1973-1990 - Extremos : 1973-1990             | Parámetros climáticos promedio de Comallo - Normales : 1973-1990 - Extremos : 1973-1990 | Parámetros climáticos promedio de Comallo - Normales : 1973-1990 - Extremos : 1973-1990 | Parámetros climáticos promedio de Comallo - Normales : 1973-1990 - Extremos : 1973-1990 | Parámetros climáticos promedio de Comallo - Normales : 1973-1990 - Extremos : 1973-1990 | Parámetros climáticos promedio de Comallo - Normales : 1973-1990 - Extremos : 1973-1990 | Parámetros climáticos promedio de Comallo - Normales : 1973-1990 - Extremos : 1973-1990 | Parámetros climáticos promedio de Comallo - Normales : 1973-1990 - Extremos : 1973-1990 | Parámetros climáticos promedio de Comallo - Normales : 1973-1990 - Extremos : 1973-1990 | Parámetros climáticos promedio de Comallo - Normales : 1973-1990 - Extremos : 1973-1990 | Parámetros climáticos promedio de Comallo - Normales : 1973-1990 - Extremos : 1973-1990 | Parámetros climáticos promedio de Comallo - Normales : 1973-1990 - Extremos : 1973-1990 | Parámetros climáticos promedio de Comallo - Normales : 1973-1990 - Extremos : 1973-1990 | Parámetros climáticos promedio de Comallo - Normales : 1973-1990 - Extremos : 1973-1990 |
| Mes                                                                                                 | Ene.                                                                                    | Feb.                                                                                    | Mar.                                                                                    | Abr.                                                                                    | May.                                                                                    | Jun.                                                                                    | Jul.                                                                                    | Ago.                                                                                    | Sep.                                                                                    | Oct.                                                                                    | Nov.                                                                                    | Dic.                                                                                    | Anual                                                                                   |
| --------------------------------------------------------------------------------------------------- | --------------------------------------------------------------------------------------- | --------------------------------------------------------------------------------------- | --------------------------------------------------------------------------------------- | --------------------------------------------------------------------------------------- | --------------------------------------------------------------------------------------- | --------------------------------------------------------------------------------------- | --------------------------------------------------------------------------------------- | --------------------------------------------------------------------------------------- | --------------------------------------------------------------------------------------- | --------------------------------------------------------------------------------------- | --------------------------------------------------------------------------------------- | --------------------------------------------------------------------------------------- | --------------------------------------------------------------------------------------- |
| Temp. máx. abs. (°C)                                                                                | 35.0                                                                                    | 35.0                                                                                    | 33.0                                                                                    | 29.0                                                                                    | 20.0                                                                                    | 19.0                                                                                    | 17.0                                                                                    | 18.0                                                                                    | 26.0                                                                                    | 29.0                                                                                    | 33.0                                                                                    | 33.0                                                                                    | 35.0                                                                                    |
| Temp. máx. media (°C)                                                                               | 24.6                                                                                    | 24.5                                                                                    | 21.3                                                                                    | 18.0                                                                                    | 13.1                                                                                    | 9.1                                                                                     | 7.3                                                                                     | 9.7                                                                                     | 14.4                                                                                    | 17.3                                                                                    | 20.2                                                                                    | 23.2                                                                                    | 16.9                                                                                    |
| Temp. media (°C)                                                                                    | 16.0                                                                                    | 15.8                                                                                    | 12.4                                                                                    | 8.7                                                                                     | 5.7                                                                                     | 3.1                                                                                     | 2.0                                                                                     | 3.4                                                                                     | 5.2                                                                                     | 9.2                                                                                     | 12.0                                                                                    | 15.0                                                                                    | 9                                                                                       |
| Temp. mín. media (°C)                                                                               | 4.0                                                                                     | 2.5                                                                                     | 1.2                                                                                     | -1.6                                                                                    | -2.4                                                                                    | -3.2                                                                                    | -4.8                                                                                    | -3.4                                                                                    | -2.4                                                                                    | -1.6                                                                                    | 1.4                                                                                     | 2.6                                                                                     | 0.6                                                                                     |
| Temp. mín. abs. (°C)                                                                                | -5.5                                                                                    | -4.0                                                                                    | -9.0                                                                                    | -13.0                                                                                   | -15.0                                                                                   | -25.0                                                                                   | -16.0                                                                                   | -16.0                                                                                   | -18.0                                                                                   | -11.0                                                                                   | -11.0                                                                                   | -5.0                                                                                    | -25.0                                                                                   |
| Fuente: *INTA: estación meteorológica de Comallo - Datos del período 1973-1990</ promedio 1973-1990 |                                                                                         |                                                                                         |                                                                                         |                                                                                         |                                                                                         |                                                                                         |                                                                                         |                                                                                         |                                                                                         |                                                                                         |                                                                                         |                                                                                         |                                                                                         |

## Galería de imágenes

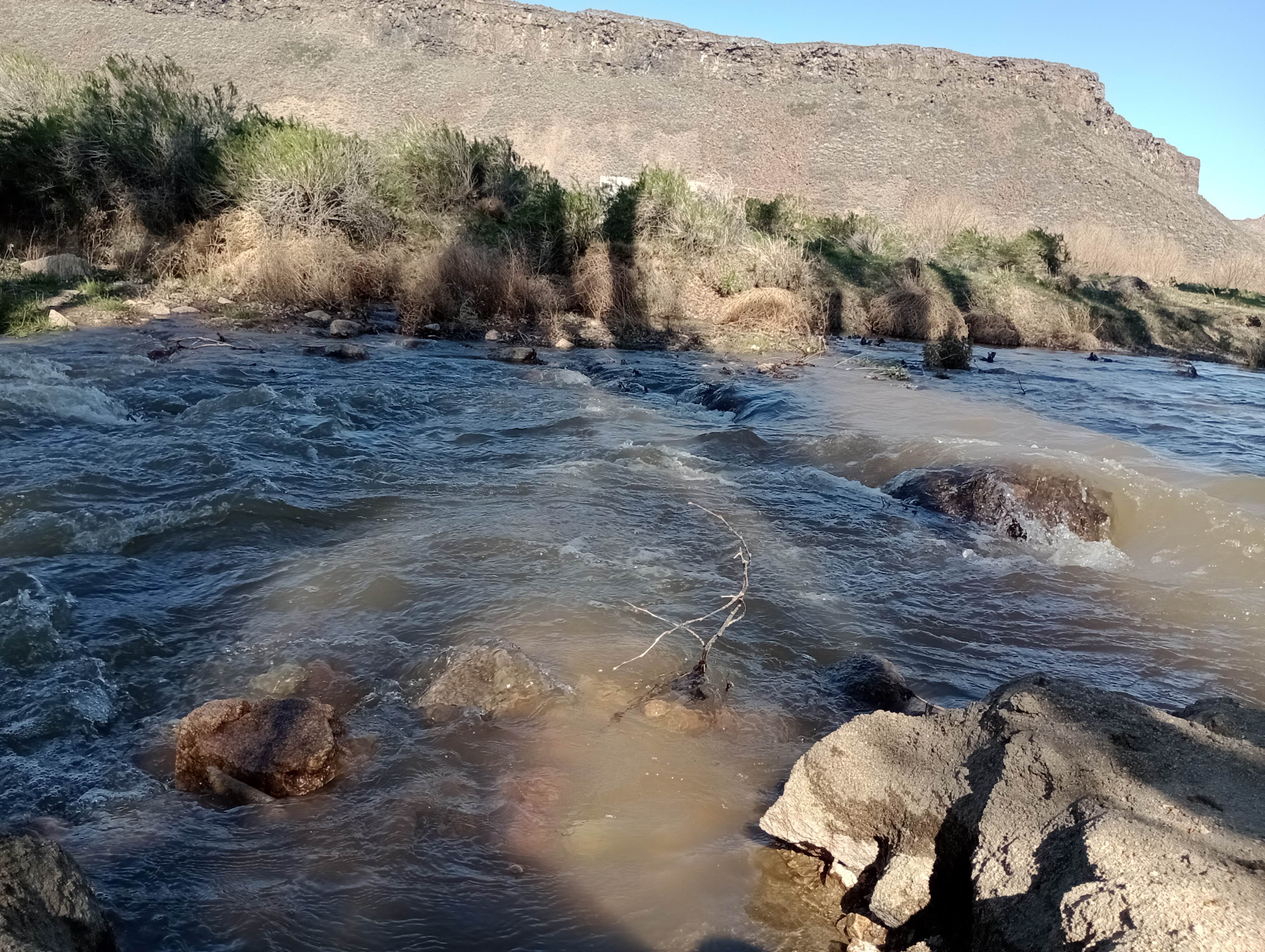
Arroyo Comallo.
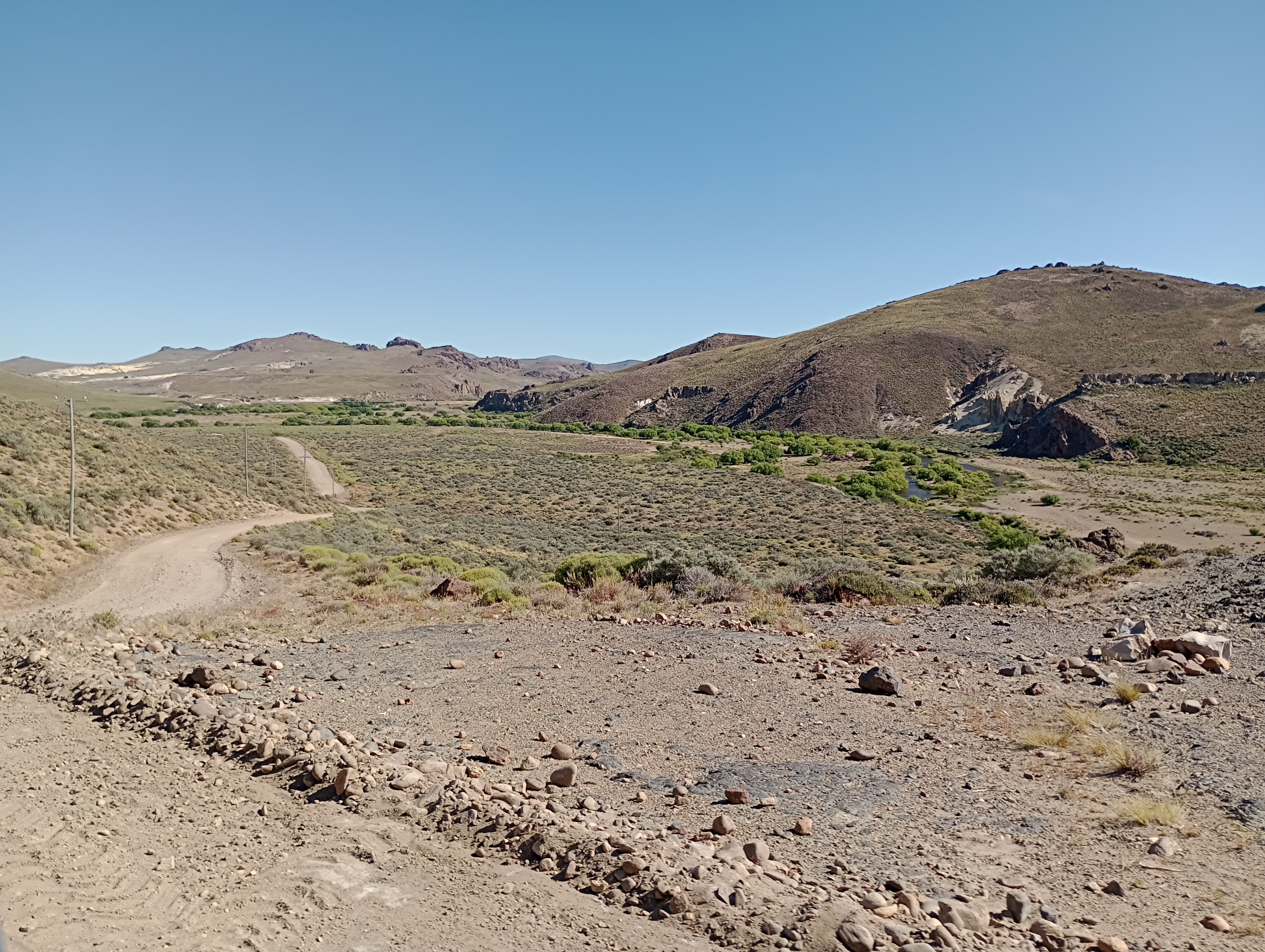
Paisaje.
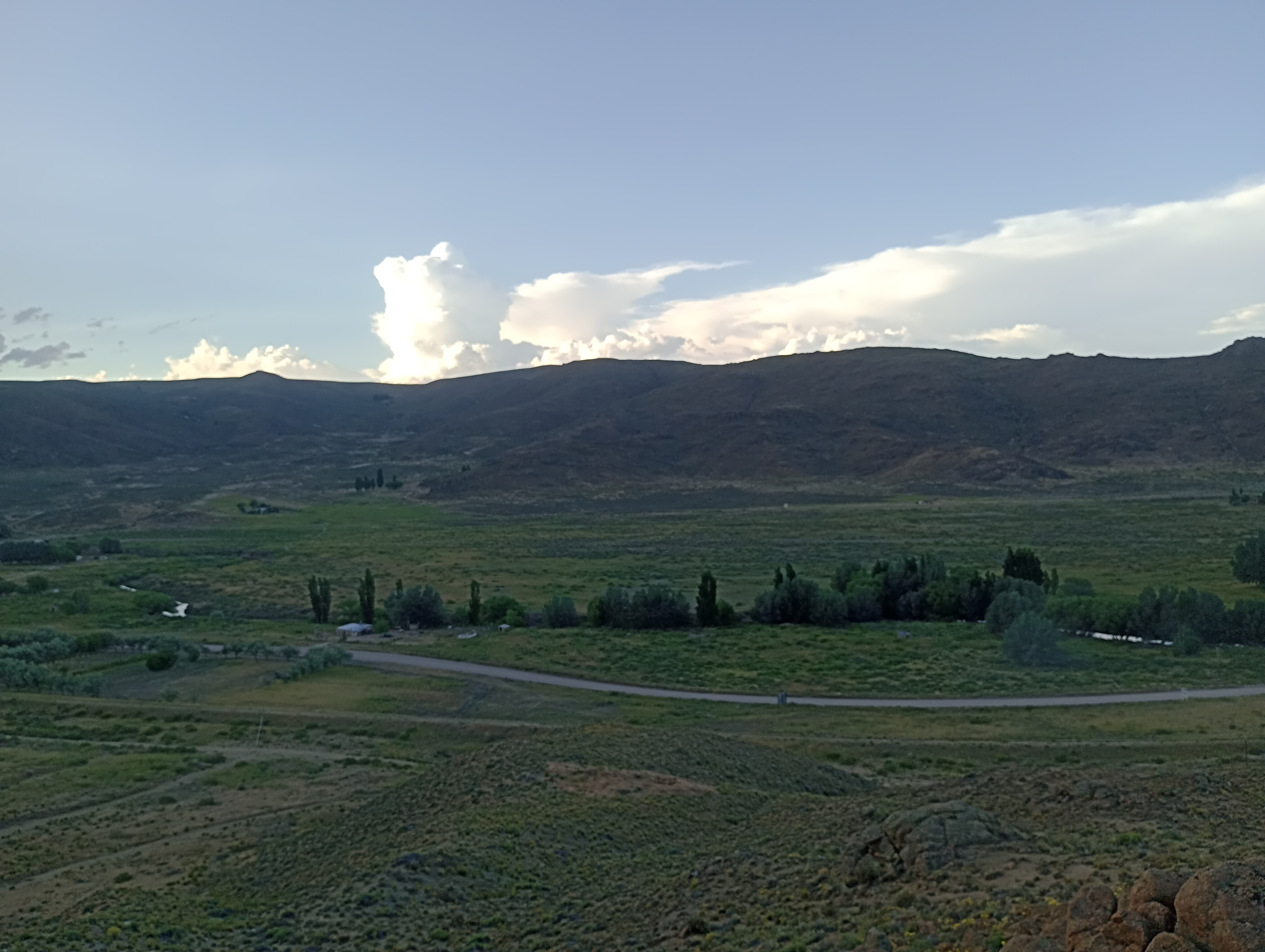
Vista panorámica de la entrada a la localidad.
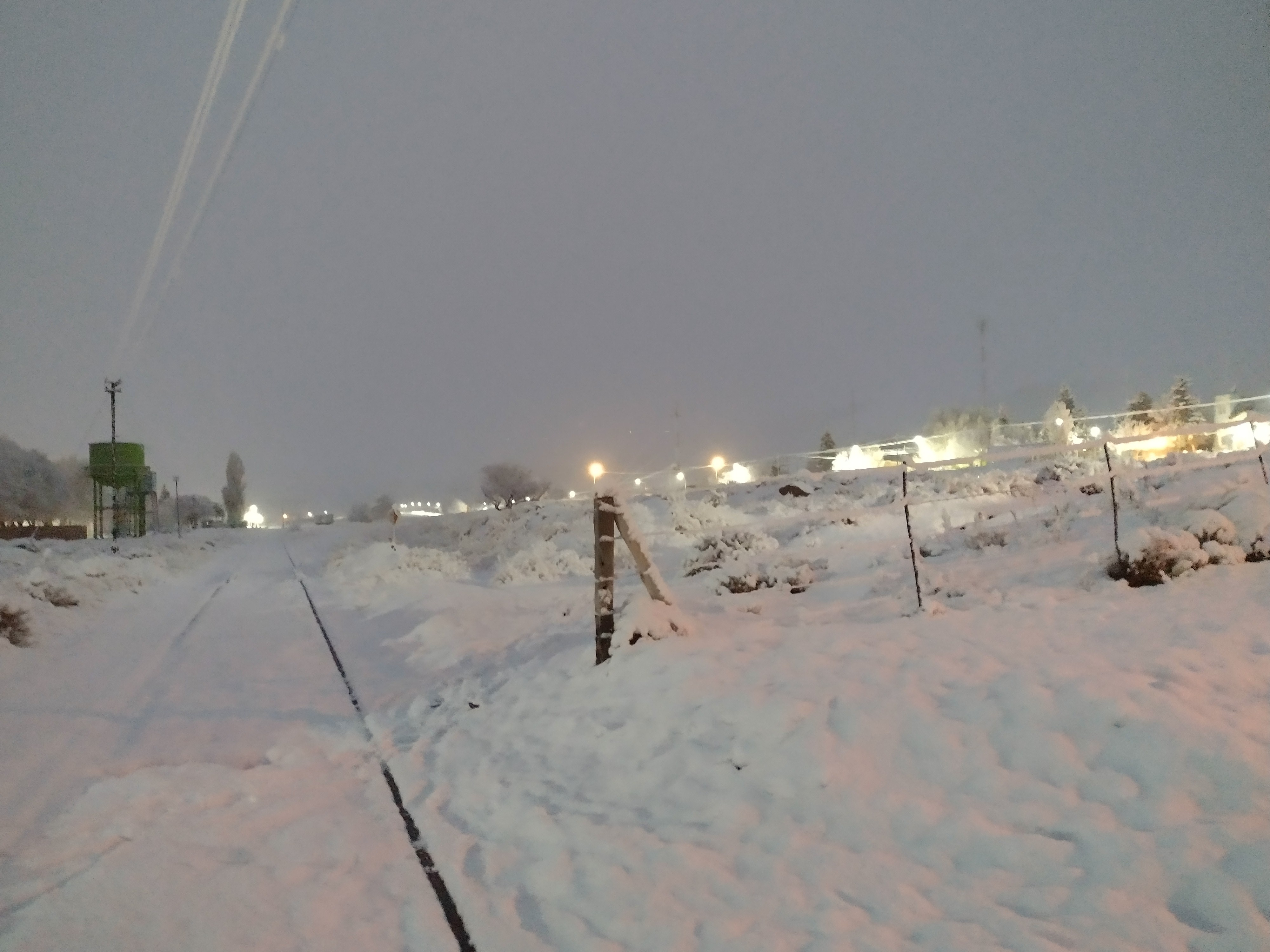
Las vías casi cubiertas durante una gran nevada.
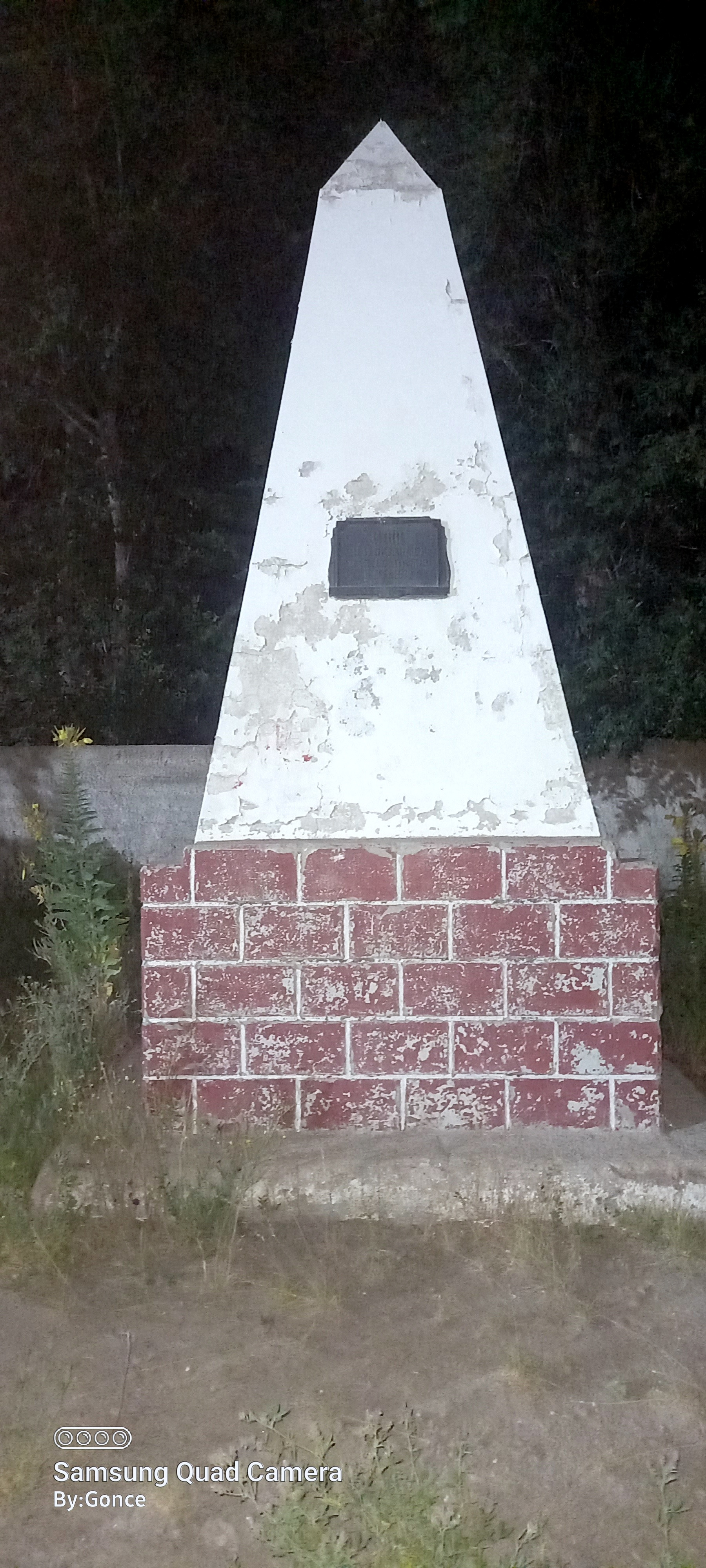
Pirámide que conmemora la fundación.
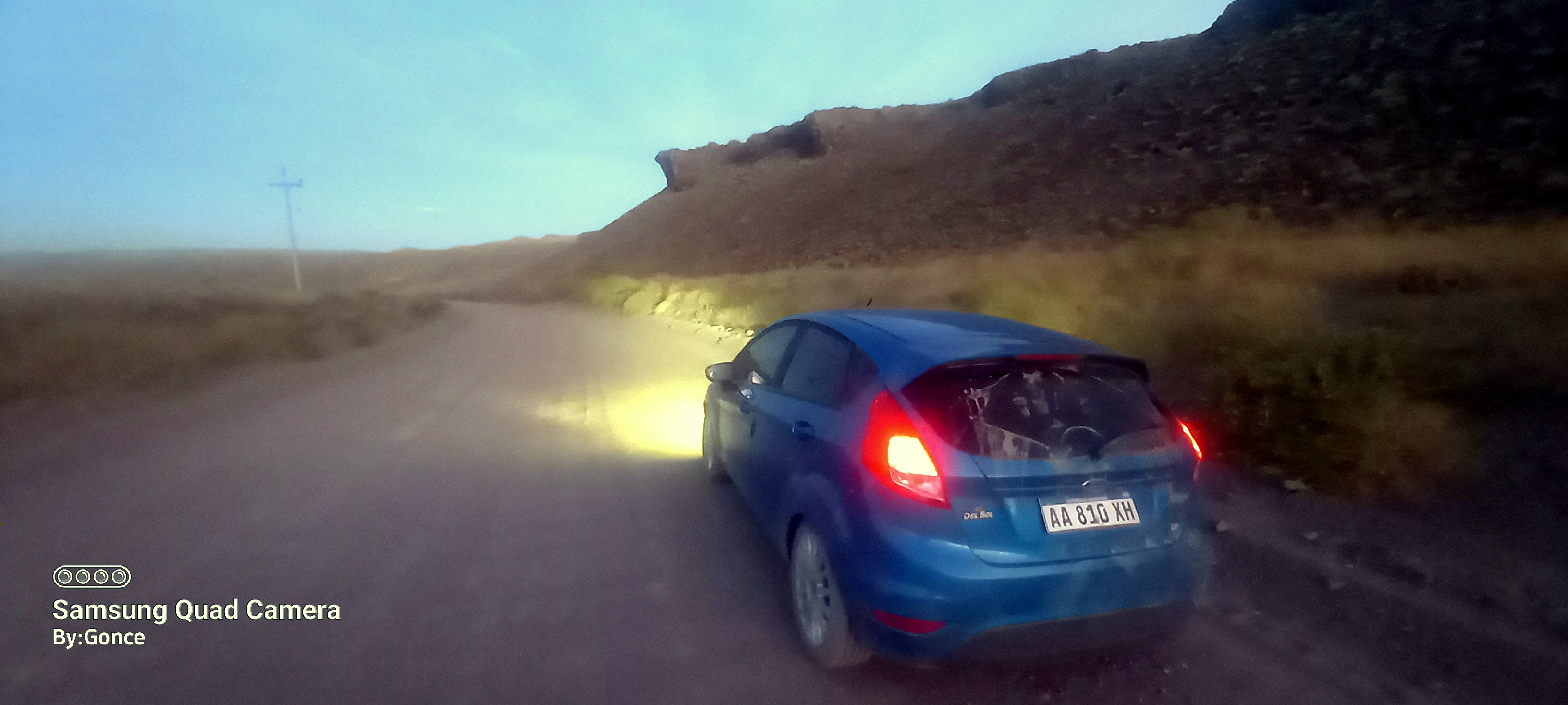
Acceso de ripio por la ruta Nacional 23.
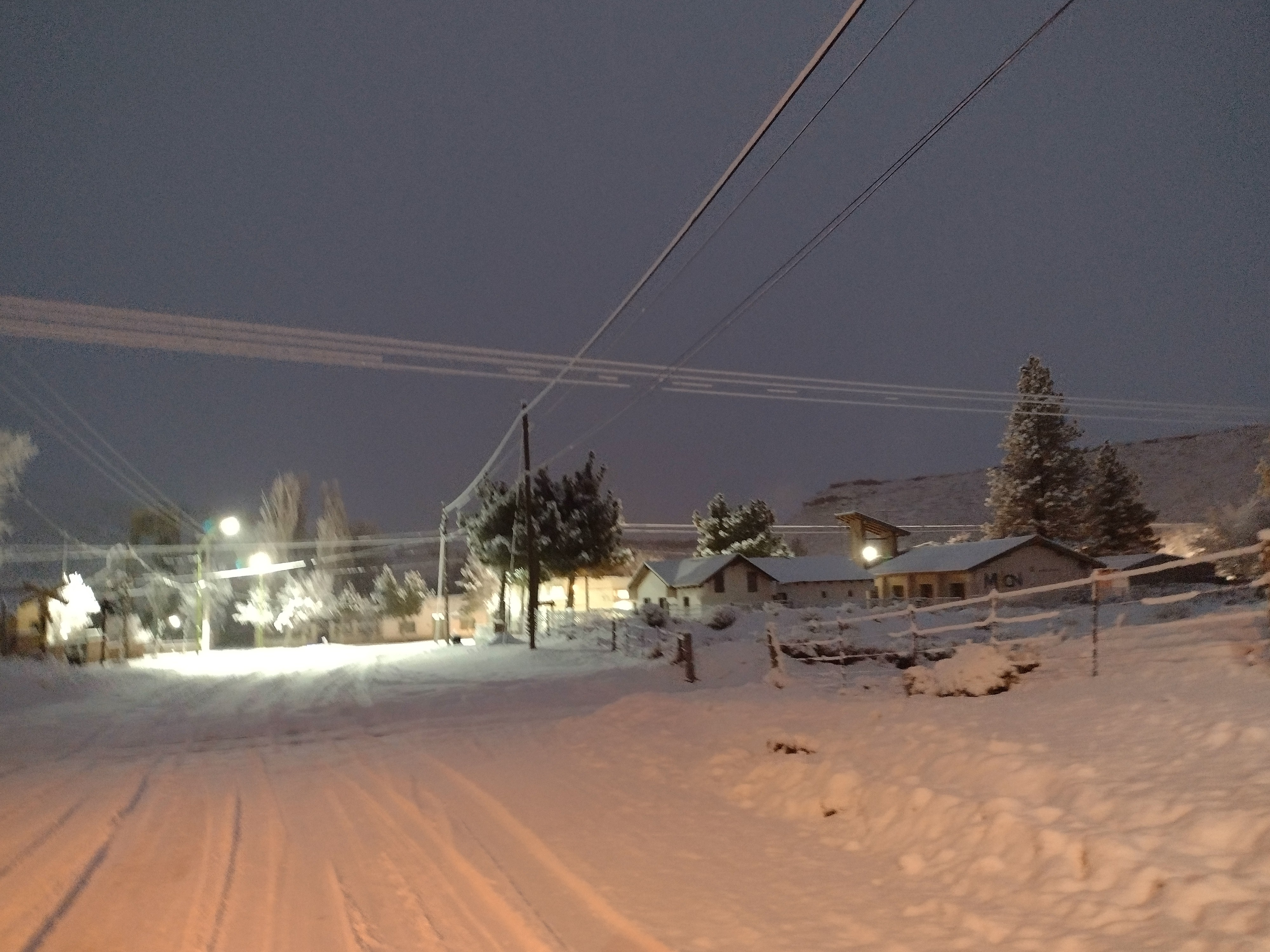
La localdiad en medio de un temporal invernal.
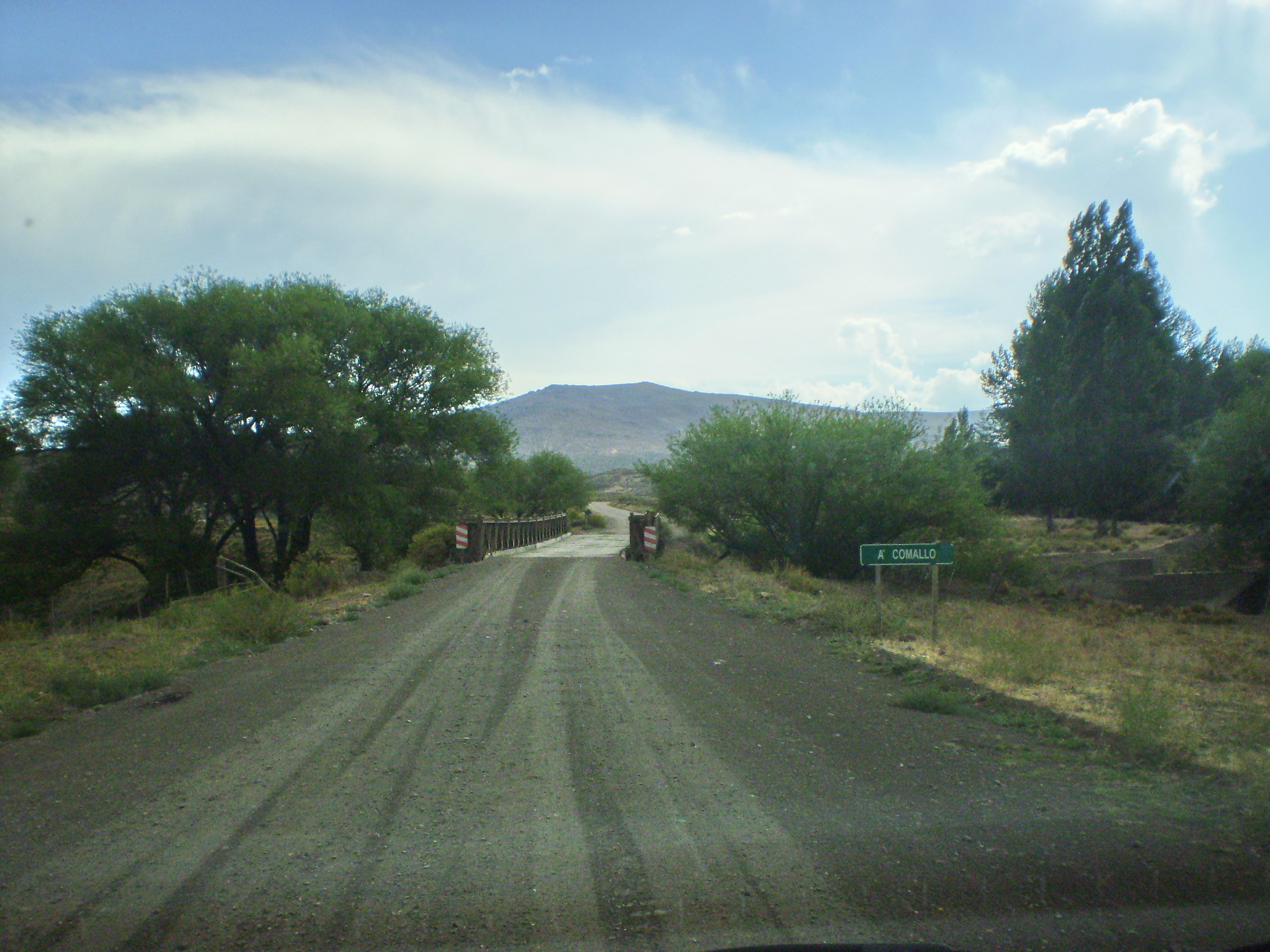
El arroyo homónimo en las afueras del poblado.